# 平江県
平江県（へいこう-けん）は中華人民共和国湖南省岳陽市に位置する県。
2024年、中国湖南省の地質研究機関は、平江県の地下で巨大な金の鉱床を発見したと発表。埋蔵量は1000トン以上で、資源価値は日本円で約13兆円の規模。

## 行政区画
- 鎮：漢昌鎮、安定鎮、三市鎮、加義鎮、長寿鎮、竜門鎮、虹橋鎮、南江鎮、梅仙鎮、浯口鎮、甕江鎮、伍市鎮、向家鎮、童市鎮、岑川鎮、福寿山鎮、余坪鎮、石牛寨鎮、上塔市鎮
- 郷：三陽郷、木金郷、板江郷、大洲郷、三墩郷